# William Stephenson
Pour les articles homonymes, voir Stephenson.
Sir William Samuel Stephenson, né William Samuel Clouston Stanger, le 23 janvier 1897 à Winnipeg, mort le 31 janvier 1989 aux Bermudes, est un inventeur, homme d'affaires et espion canadien.

## Biographie
Fils de pauvres immigrants islandais, il a quatre ans quand son père meurt de dystrophie musculaire. Sa mère, incapable de s'occuper de ses trois enfants, confie le petit William en adoption à un couple islandais de la rue voisine et part pour Chicago. William ne la reverra jamais. Il prend le nom de ses parents adoptifs. Son éducation s'arrête à la fin de l'école primaire, mais il est servi par une prodigieuse mémoire photographique.  
Il sert dans l'armée britannique pendant la Première Guerre mondiale et est un héros de l'aviation militaire. 
Entre les deux guerres, brillant homme d'affaires, Stephenson s'établit à Londres. Il dépose avec Georges William Watson un brevet sur les « Moyens de synchroniser le mouvement de deux corps en rotation » (GB213654, 30 décembre 1922, 31 mars 1924 ; US 1521205, 15 avril 1924) qui décrit un système de transmission des signaux à partir d'un générateur de courant alternatif couplé à un tambour tournant et qui rapporte 100 000 £ par an pendant ses 18 années d'exploitation. Stephenson diversifie ses activités dans plusieurs industries lucratives, notamment la fabrication de postes de radio (General Radio Company Limited),  la fabrication d'avions (General Aircraft Limited) et même les studios de cinéma (Shepperton Studios, Earls Court).
En 1940, il fonde, à la demande de Winston Churchill, la British Security Coordination (BSC), une officine des services de renseignement britanniques sur le sol américain. Il s'envole pour l'ambassade de New York où il est chargé officiellement de vérifier les passeports. William Stephenson dirige près de 300 agents chargés d'intercepter le courrier et de procéder à des écoutes. Une équipe d'agents d'influence crée des campagnes de fausses informations et de rumeurs visant les non-interventionnistes, en particulier Charles Lindbergh. Le BSC transmet aussi des informations confidentielles entre Churchill et Roosevelt sans passer par la filière diplomatique habituelle.
C'est sur sa recommandation, et avec l'aide de Ian Fleming, que l'OSS précurseur de la CIA est créée en 1942 par William Joseph Donovan.
En 1943, il organise la fuite du savant atomiste danois, Niels Bohr, pour l'Écosse au moyen d'un Mosquito, un bimoteur en bois afin d'échapper aux radars.
Selon la chaine de télévision CBS, Stephenson est l'une des 50 figures les plus marquantes de l'histoire du Canada.

## Filmographie
- Les États-Unis contre Hitler. L'homme d'affaires devenu espion Documentaire de Robin Bicknell. 2022. 92'.